# Pavol Baláž
Pavol Baláž (ur. 1 kwietnia 1984 w Partizánskem) – słowacki piłkarz występujący na pozycji pomocnika. Od 2016 roku zawodnik SVU Mauer-Öhling.

## Życiorys
Jest wychowankiem klubu OFK Tovarniky. W latach 2004–2007 grał w Interze Bratysława. W 1. lidze zadebiutował 7 sierpnia 2004 w przegranym 0:1 meczu z MŠK Rimavská Sobota. Od 1 sierpnia do 31 grudnia 2006 przebywał na wypożyczeniu w ZTS Dubnica. 1 lipca 2007 został piłkarzem Ruchu Chorzów. W Ekstraklasie po raz pierwszy zagrał 27 lipca 2007 – miało to miejsce w wygranym 4:1 spotkaniu z Dyskobolią Grodzisk Wielkopolski. W 7. minucie asystował przy bramce Martina Fabuša, w 20. minucie zdobył gola na 2:0 po asyście Krzysztofa Nykiela, a w 84. minucie został zmieniony przez Łukasza Janoszkę. W sumie w barwach Ruchu zagrał w 54 meczach ligowych, w których zdobył 5 goli. 1 lutego 2010 odszedł do ŁKS Łódź. Zagrał dla niego w 14 spotkaniach I ligi. 1 sierpnia 2010 został piłkarzem Tatrana Preszów. W latach 2012–2016 grał w MFK Topvar Topoľčany. 1 stycznia 2016 dołączył do austriackiego SVU Mauer-Öhling.